# Cap'òc
El Cap'òc, Centre d'animacion pedagogica en occitan —Centre d'animació pedagògica en occità—, és un servei integrat al Centre départemental de documentation pédagogique des Pyrénées-Atlantiques, en vigor des de setembre de 2001 i amb seu a Pau, amb la finalitat de desenvolupar d'un centre acadèmic de recursos específics de la cultura i llengua occitana i desenvolupar l'educació tant en gascó com en llenguadocià i llemosí, als centres escolars francesos.
Els primers anys del segle xxi, davant l'atracció per part dels estudiants per les llengües minoritàries i en particular per l'occità, van començar a establir-se debats dels quals en van sorgir iniciatives i es va crear un dinamisme entorn la literatura i llengua occitana; així, en l'àmbit regional dins la República Francesa i en aquest sentit, el Cap'òc va editar el llibre L'Édition de la langue occitane en Aquitaine com un dels dos llibres bàsics per l'ensenyament i aprenentatge de l'idioma. Com a recursos pedagògics per l'educació a nivell nacional a França —emprats com a material escolar—, edità l'obra L'istòria de las arts (2011) sobre l'edat mitjana o Un novél manual de Geografia. Cicle 3 (2014) en gascó i llenguadocià, entre d'altres i, en format CD-Rom, «Claus per ensenhar l'istòria de las arts en cicle 3» el 2011, «Cap a las mats, CP cicle 2» el 2013 o «Cap a las mats, CE2 cicle 3» el 2014.